# Дирмштајн
Дирмштајн (њем. Dirmstein) општина је у њемачкој савезној држави Рајна-Палатинат. Једно је од 48 општинских средишта округа Бад Диркхајм. Према процјени из 2010. у општини је живјело 3.004 становника. Посједује регионалну шифру (AGS) 7332010.

## Географски и демографски подаци
Дирмштајн се налази у савезној држави Рајна-Палатинат у округу Бад Диркхајм. Општина се налази на надморској висини од 108 метара. Површина општине износи 14,7 km². У самом мјесту је, према процјени из 2010. године, живјело 3.004 становника. Просјечна густина становништва износи 205 становника/km².